# Qualcomm
Qualcomm, Inc. är ett företag inom trådlös telekommunikation. Företagets huvudkontor ligger i San Diego, Kalifornien och bolaget omsatte 23,6 miljarder dollar verksamhetsåret 2016.
Qualcomm har bland annat haft en tvist med Nokia angående patentintrång. Hela ärendet slutade med att Nokia betalade 1,7 miljarder euro till Qualcomm. För pengarna får Nokia och Nokia Siemens Networks tillgång till Qualcomms existerande och framtida patent under 15 år.
Bland Qualcomms produkter kan nämnas e-post-programmet Eudora och medicinteknikplattformen 2net.

## Köp av NXP Semiconductors
I oktober 2017 meddelades att Qualcomm kommit överens med NXP Semiconductors om att Qualcomm ska köpa NXP Semiconductors.